# Sphaeranthus wattii
Sphaeranthus wattii là một loài thực vật có hoa trong họ Cúc. Loài này được Giess ex Merxm. miêu tả khoa học đầu tiên.